# 武阳乡 (歙县)
武阳乡，是中华人民共和国安徽省黄山市歙县下辖的一个乡镇级行政单位。

## 行政区划
武阳乡下辖以下地区：
武阳村、方村、正口村和洽河村。